# Distretto di Inukami
Il distretto di Inukami (犬上郡, Inukami-gun?) è uno dei distretti della prefettura di Shiga, in Giappone.
Attualmente fanno parte del distretto i comuni di Kōra, Taga e Toyosato.
| Controllo di autorità | VIAF (EN) 255473996 · NDL (EN, JA) 00391628 |